# Ursula Bergander
Ursula Bergander (* 31. Juli 1912 in Berlin; † 15. November 1996 in Dresden) war eine deutsche Frauenärztin. Sie gründete und leitete die erste und einzige Klinik für schmerzarme Geburt in der DDR.

## Leben und Wirken

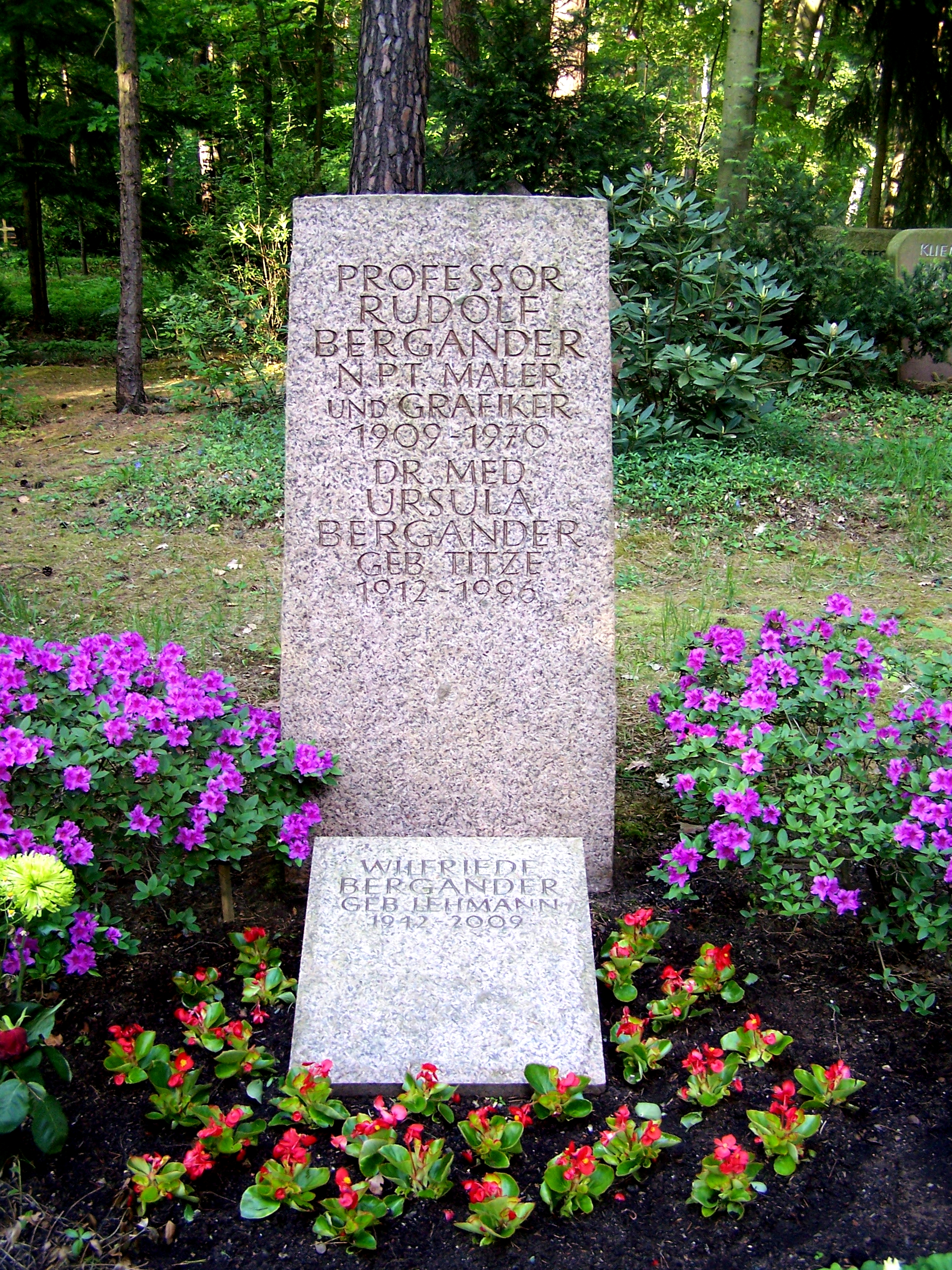
Familiengrab von Rudolf und Ursula Bergander auf dem Dresdner Heidefriedhof

Ursula Bergander kam als Tochter des Geheimen Regierungsrats und Mediziners Karl Titze und der Meißner Ärztin und Radiologin Elisabeth Titze (geb. Klinger) in Berlin  zur Welt. Sie hatte drei Geschwister. Der Vater verstarb 1924 im Alter von 50 Jahren als Patient in der Irrenanstalt Herzberge und die Familie zog in die Heimatstadt der Mutter, Meißen, um. Elisabeth Titze erstritt ihrer Tochter nach der Höheren Mädchenschule 1926 als drittem Mädchen den, als weiteren Versuch gestatteten, externen Zugang zur Fürsten- und Landesschule St. Afra. Nach dem Abitur studierte sie ab 1932 an der Universität Jena Medizin und promovierte anschließend an der Universität Leipzig. Ihre 1939 verteidigte Dissertationsschrift trug den Titel Zur Frage der Wesensveränderung nach Chorea minor. Am 30. November 1937 beantragte sie die Aufnahme in die NSDAP und wurde rückwirkend zum 1. Mai desselben Jahres aufgenommen (Mitgliedsnummer 5.800.972).
Sie lernte 1934 den kommunistischen Maler Rudolf Bergander kennen, den sie 1940 während seines Fronturlaubs heiratete. Das Paar hatte zwei Söhne, die 1941 und 1947 auf die Welt kamen. Rudolf Bergander porträtierte seine Frau zwischen 1940 und 1946 im Gemälde Ursula in Blau, das sich im Besitz der Galerie Neue Meister der Staatlichen Kunstsammlungen Dresden befindet.
Bergander begann ihre berufliche Laufbahn 1938 als Praktikantin, Volontärin und Assistenzärztin in Leipzig, Meißen, Bayreuth und Dresden. Sie übernahm 1942 die Praxis ihrer Mutter und ließ sich als praktische Ärztin an der Neugasse in Meißen nieder. Als Rudolf Bergander 1949 Dozent an der Hochschule für Bildende Künste in Dresden wurde, begann sie als Stationsärztin in der Frauenklinik Dresden-Friedrichstadt eine zweite Ausbildung, die sie 1953 als Fachärztin für Gynäkologie und Geburtshilfe abschloss. Sie wurde Assistentin des Leiters der Geburtsklinik des Friedrichstädter Krankenhauses und folgte ihm als Ausbildungsärztin an die Medizinische Akademie. Bergander wurde 1957 nach zweijähriger Kandidatur in die SED aufgenommen.
Im Jahr 1957 übernahm Bergander die Entbindungsklinik auf der damaligen Otto-Wagner-Straße (heute Georgenstraße) 4, einer Außenstelle des Krankenhauses Dresden-Neustadt (seit 2017 Teil des Städtischen Klinikums Dresden), deren leitende Ärztin sie bis zur Verrentung 1972 war. In späten Jahren betreute sie den künstlerischen Nachlass ihres 1970 verstorbenen Mannes. Bergander verstarb 1996 in Dresden und wurde auf dem Heidefriedhof neben ihrem Mann beigesetzt.

## Entbindungsklinik Otto-Wagner-Straße

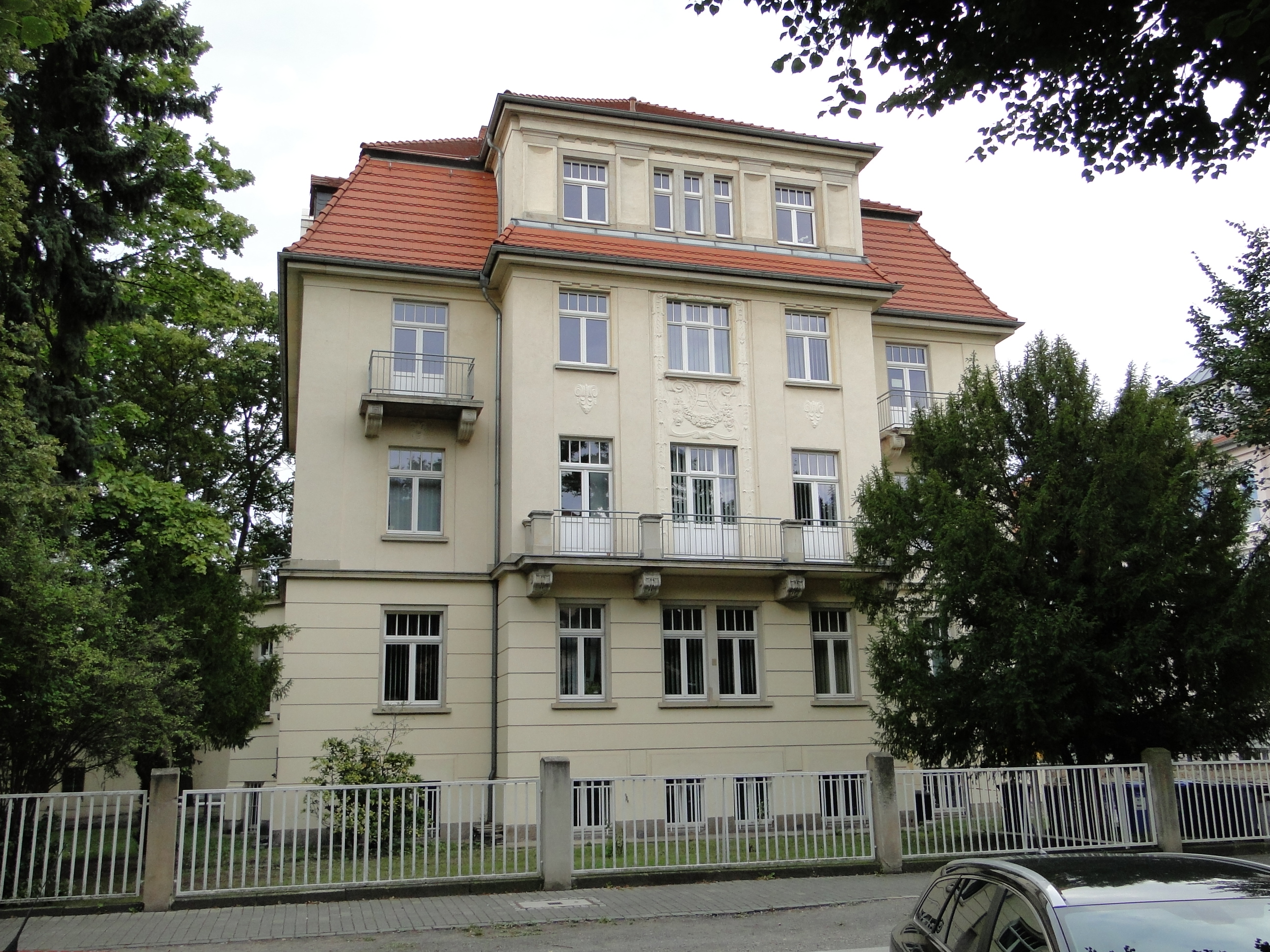
Ehemalige Entbindungsklinik Otto-Wagner-Straße, heute Georgenstraße 4

Hatte Bergander die Geburt ihres ersten Kindes als sehr schmerzhaft empfunden, fand die zweite Geburt wahrscheinlich aufgrund eines Versehens der Hebamme in einer wassergefüllten Badewanne und entspannter statt, sodass sie die Geburt als schmerzarm empfand. Ihre eigenen Erfahrungen brachten Bergander dazu, „eine spezielle Methode der Vorbereitung der Geburt zu erproben und zu erforschen.“ Schon während ihrer Facharztausbildung hatte sie mit „vertrauensbildenden Gesprächen den Anästhesiemittelverbrauch erstaunlich […] senken“ können.
Im Jahr 1957 wurde ihr die Leitung der Entbindungsklinik auf der Otto-Wagner-Straße 4, einer Außenstelle des Krankenhauses Dresden-Neustadt, angeboten, die sie übernahm. In den Folgejahren konnte sie in der Klinik eigene Methoden und Ansätze eigenverantwortlich umsetzen, sodass die Klinik in der Öffentlichkeit oft als Privatklinik wahrgenommen wurde. In der Geburtsklinik führte Bergander 1957 die von Fernand Lamaze beim Neurologen Welwowski in Charkiw entdeckte und dann in Paris und den USA popularisierte psychoprophylaktische Methode der schmerzarmen Geburt ein. Die Klinik wurde in der Folge die erste und einzige Klinik für schmerzarme Geburt in der DDR.
In Vorbereitungskursen mit Lockerungsübungen, Entspannungs- und Atemtechniken, in denen die Hebammen über das Geburtsgeschehen aufklärten und zugleich das Personal, das Haus und die Abläufe vorstellten, wurden Ängste ab- und Vertrauen, Zuversicht und Vorfreude aufgebaut. Die Kreißenden waren in kleinen Zimmern mit Gemälden und Wandteppichen untergebracht. Getreu dem Grundsatz „Schwangerschaft und Geburt sind keine Krankheiten“ lenkten sie sich mit Fernsehen, Stricken oder Rätseln von den Wehen ab, durften sich frei bewegen und sollten in der Austreibungsphase wie gelernt mitarbeiten. Berganders ganzheitliche Sicht auf die Geburt stand im Gegensatz zu einer immer spezialisierteren Medizin, ihre Klinik wurde zum „Schutzraum […] in einer Zeit, die Disziplin über Individualität stellte.“ Neben dem Diakonissenkrankenhaus war Berganders Entbindungsheim bei werdenden Müttern die gefragteste Geburtsklinik im Dresdner Großraum. Zwischen 1957 und 1972 kamen rund 18.000 Säuglinge zu Welt. Die Partner der werdenden Mutter durften, als Novum in der DDR, bei der Geburt unterstützend anwesend sein und rund zehn Prozent der werdenden Väter nutzten diese neue Chance. Als erfolgreich galt eine „schmerzarme Geburt“, wenn keine Schmerzmittel zugegeben werden mussten. Zwischen 1957 und 1960 erfolgten in der Klinik 2507 von 3599 Geburten, also rund 70 Prozent, schmerzarm.
Bergander bewarb die neue Methode der schmerzarmen Geburt rege und veröffentlichte 1962 mit Die psychoprophylaktische Geburtsvorbereitung – eine Anleitung für Hebammen ein Handbuch. Das in 1000 Exemplaren erschienene Werk war innerhalb kurzer Zeit vergriffen. In Vorträgen, Zeitschriften und Filmen wie Kreißsaal, bitte nicht stören! und Der schönste Augenblick wurde die neue Methode zwar propagiert, doch übernahmen lediglich einige Krankenhäuser Teilelemente. Als Bergander 1972 in Rente ging, wurde ihr „Experiment“ mit der Begründung fehlender Operationsmöglichkeiten beendet. Bereits 1960 war die Frauenklinik des Krankenhauses Dresden-Neustadt mit den Bereichen Gynäkologie und Geburtshilfe aus der Wurzener Straße in neue Krankenhausräume in Dresden-Trachau gezogen, sodass die Schließung der Klinik auf der Otto-Wagner-Straße kompensiert werden konnte.

## Ehrungen
- Für ihre Verdienste erhielt Ursula Bergander 1964 den Titel einer Medizinalrätin.[21]
- Im Rahmen des 2019 durchgeführten Programms Sicherung des audiovisuellen Erbes in Sachsen des Filmverbands Sachsen und der Sächsischen Landesbibliothek – Staats- und Universitätsbibliothek Dresden (SLUB) wurde in Zusammenarbeit mit der Stiftung Deutsches Hygiene-Museum Dresden und mit Förderung durch das Sächsische Staatsministerium für Wissenschaft und Kunst ein Tonband-Mitschnitt eines im Entbindungsheim Otto-Wagner-Straße im Jahr 1961 gehaltener Kurzvortrag Berganders über die Psychoprophylaktische Methode der Geburtserleichterung digitalisiert und für die Öffentlichkeit online zugänglich gemacht.[22]
- Anfang 2023 wurde bekanntgegeben, dass Bergander als eine von fünf Frauen im Laufe des Jahres durch das Projekt frauenorte sachsen mit einer Erinnerungstafel geehrt werden wird.[23] Noch Jahre zuvor war eine Würdigung Berganders mit einer Erinnerungstafel am Haus Georgenstraße 4 am Veto des Hauseigentümers gescheitert.[8]

## Publikationen (Auswahl)
- Zur Frage der Wesensveränderung nach Chorea minor. Dissertation an der Universität Leipzig. Edelmann, Leipzig 1939.
- Fehlgeburten und Abtreibungen im Abbild unserer Klinik. In: Das deutsche Gesundheitswesen. Band 10, Heft 21, 1955, Heft 21, ISSN 0012-0219, S. 725–733.
- Einige Erfahrungen mit PS-Entbindungen. In: Zeitschrift für ärztliche Fortbildung, 1956.
- Bericht über 2500 psychoprophylaktische Entbindungen. In: Das deutsche Gesundheitswesen. Wochenschrift für die gesamte Medizin. 16. Jg., Heft 10, 1961, S. 432ff.
- Die psychoprophylaktische Geburtsvorbereitung – eine Anleitung für Hebammen. Dresden 1962.
- Über die Notwendigkeit einer Wiederholung der psychoprophylaktischen Geburtsvorbereitung. In: Das deutsche Gesundheitswesen, Organ der Deutschen Gesellschaft für klinische Medizin. 23. Jg., Heft 2, 1968, S. 62ff.